# سبنسر ويلتون
سبنسر ويلتون (بالإنجليزية: Spencer Wilton)‏ هو فارس سباق بريطاني، ولد في 1 فبراير 1973.

## وصلات خارجية
- الموقع الرسمي
- سبنسر ويلتون على موقع الاتحاد الدولي للفروسية (الإنجليزية)
- سبنسر ويلتون على موقع FEI (رابط بديل) (الإنجليزية)
- سبنسر ويلتون على موقع أوليمبيديا (الإنجليزية)
- سبنسر ويلتون على موقع اللجنة الأولمبية البريطانية (الإنجليزية)